# Bodzechów
Bodzechów – wieś w Polsce, położona w województwie świętokrzyskim, w powiecie ostrowieckim, w gminie Bodzechów.
W latach 1954–1972 wieś należała i była siedzibą władz gromady Bodzechów. W latach 1975–1998 miejscowość administracyjnie należała do województwa kieleckiego.
Miejscowość leży na trasie  zielonego szlaku rowerowego im. Witolda Gombrowicza.

## Części wsi
| SIMC    | Nazwa              | Rodzaj    |
| ------- | ------------------ | --------- |
| 1018568 | Bodzechów-Folwark  | część wsi |
| 1018574 | Cegielnia          | część wsi |
| 1018657 | Osiedle Robotnicze | część wsi |
| 1018663 | Papiernia          | część wsi |
| 1018670 | Pod Szosą          | część wsi |
| 1018752 | Zamłynie           | część wsi |

## Historia
Na początku XIX w. Bodzechów należał do Jacka Małachowskiego. W późniejszym okresie przeszedł na własność rodziny Kotkowskich. W 1827 r. było tu 40 domów i 353 mieszkańców. W 1859 r. 63 domy i 413 mieszkańców, a w 1880 r. już 87 domów i 875 mieszkańców. Funkcjonowały tu kopalnie rudy żelaza, fryszerki i kuźnice. W 1836 r. wzniesiono wielki piec. W 1849 r. powstała walcownia i pudlingarnia. Przed 1860 r. w zakładach w Bodzechowie zatrudnionych było 250 robotników, a roczna produkcja miała wartość 120 000 rubli. W 1875 r. w Bodzechowie wytopiono 82 500 pudów (pud=16,38kg) żelaza surowego, 69 500 pudów żelaza kutego oraz 11 500 pudów wyrobów żelaznych. Zakłady w Bodzechowie napędzane były wodą rzeki Kamiennej.
16 grudnia 1863 miała miejsce ostatnia bitwa oddziału Zygmunta Chmieleńskiego z wojskami rosyjskimi podczas Powstania Styczniowego.
Od października 1942 do marca następnego roku działał tu obóz pracy przymusowej dla Żydów. 30 marca 1943 oddział partyzantów AK pod dowództwem Mieczysława Wąsa Rogacza opanował magazyn Wehrmachtu w Bodzechowie. Zginęło kilku żołnierzy niemieckich. Partyzanci nie ponieśli strat. Zdobyte zaopatrzenie wojskowe zostało wywiezione z Bodzechowa na kilku wozach.
W nocy z 29 na 30 czerwca 1944 roku Gestapo otoczyło wieś i aresztowało przebywających we wsi członków Armii Ludowej i PPR. Zatrzymanych wywieziono do Ostrowca, gdzie w więzieniu byli katowani a następnie rozstrzelani.
Po II wojnie światowej wielkoobszarnicze majątki ziemskie odebrano właścicielom i je znacjonalizowano.
W późniejszym czasie nastąpił rozwój wsi, położono drogi asfaltowe, kanalizację, linię telefoniczną i elektryczną.
W 1798 w Bodzechowie urodził się polski oficer, inżynier budownictwa lądowego i wodnego Feliks Pancer.
W 1944 w Bodzechowie urodziła się wokalistka Mira Kubasińska.

## Zabytki

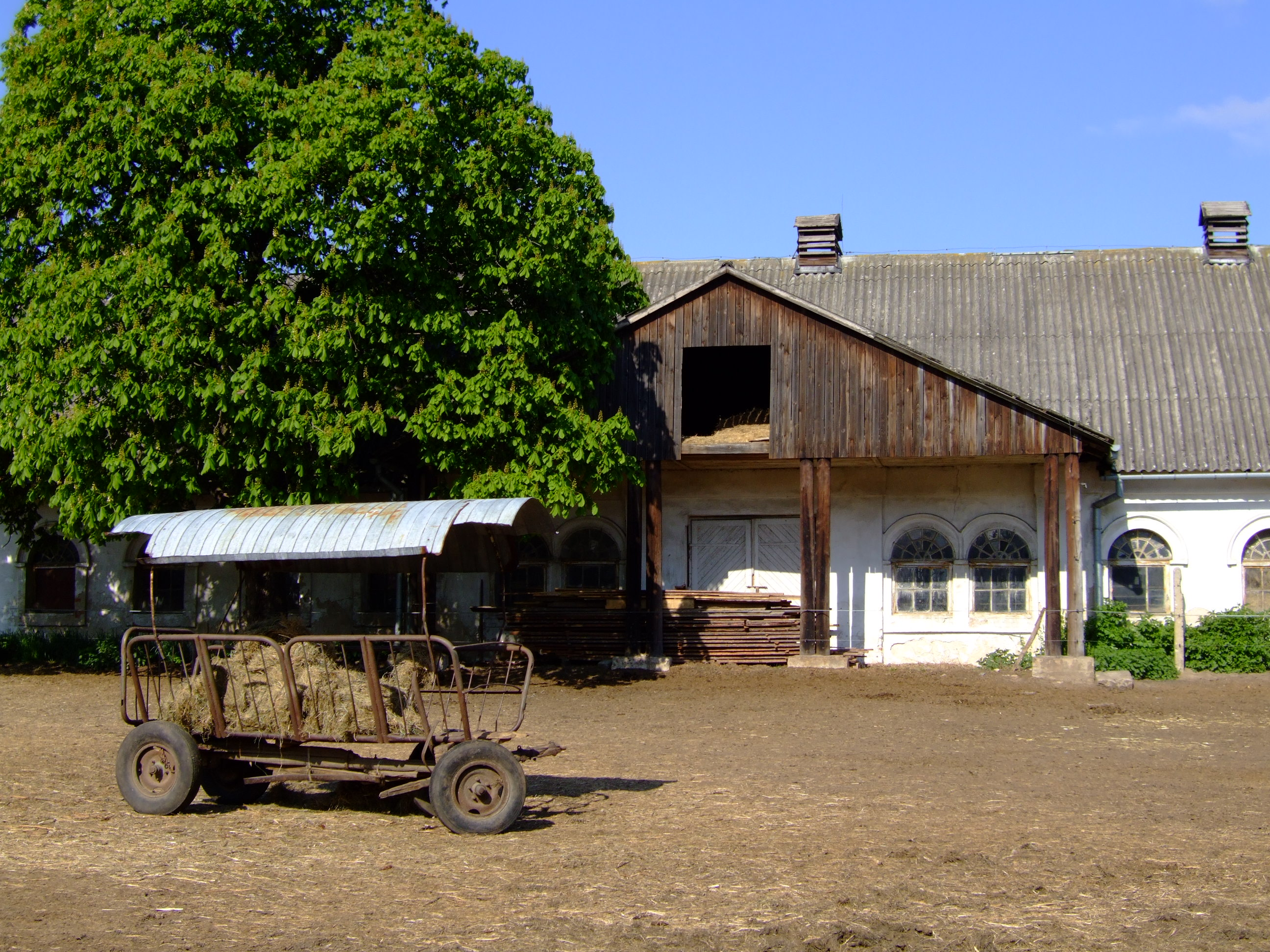
Stajnia z I połowy XIX w.

- Drewniany kościół parafialny pw. Świętej Zofii z XVIII wieku, przeniesiony do Bodzechowa w 1932 roku ze wsi Wsola. Obok kościoła znajduje się drewniana dzwonnica z 1937, kamienny krzyż z 1848 i figura Najświętszej Marii Panny.
- Zespół dworski z I połowy XIX w., wpisany do rejestru zabytków nieruchomych (nr rej.: A.594/1-4 z 11.12.1957 i z 15.04.1967). W jego skład wchodzą: piwnice dworu, stajnia, obora, park[8].

## Wspólnoty wyznaniowe
- Kościół rzymskokatolicki – parafia św. Zofii i św. Stanisława Kostki[9]
- Chrześcijańska Wspólnota Ewangeliczna – placówka misyjna w Bodzechowie[10]